# 馬特維伊夫卡 (博霍杜希夫區)
50°13′41″N 35°23′54″E / 50.22806°N 35.39833°E
馬特維伊夫卡（烏克蘭語：Матвіївка）是位於烏克蘭東部的村莊，由哈爾科夫州博霍杜希夫區的博霍杜希夫市鎮負責管轄。該村始建於1695年，面積1.57平方公里，海拔高度159米，2001年人口350，人口密度每平方公里223人。